# Socjalistyczna Międzynarodówka Robotnicza
Socjalistyczna Międzynarodówka Robotnicza – międzynarodówka grupująca partie o profilu socjalistycznym, poprzedniczka współczesnej Międzynarodówki Socjalistycznej. Założona 25 maja 1923 roku na kongresie organizacji socjalistycznych w Hamburgu, połączeniu uległy wówczas II Międzynarodówka i Międzynarodowa Wspólnota Pracy Partii Socjalistycznych. Głosiła program reformistyczny, broniła praw pracowniczych, odrzucała współpracę z ruchem komunistycznym. Określała się jako kontynuacja II Międzynarodówki.
W 1933 roku skupiła się na walce z ruchem faszystowskim i przeciwstawiała się konfliktom narodowym.
Jej sekretarzem przez cały okres istnienia był austriacki socjaldemokrata Friedrich Adler. W praktyce przestała działać po agresji niemieckiej na Belgię i okupacji kraju przez III Rzeszę (maj 1940), formalnie została rozwiązana w roku 1946.
Z partii działających w II Rzeczypospolitej członkami Międzynarodówki były: Polska Partia Socjalistyczna (od 1923), Niemiecka Socjalistyczna Partia Pracy w Polsce (od 1923) i Bund (od 1930).